# Äquatorialafrika

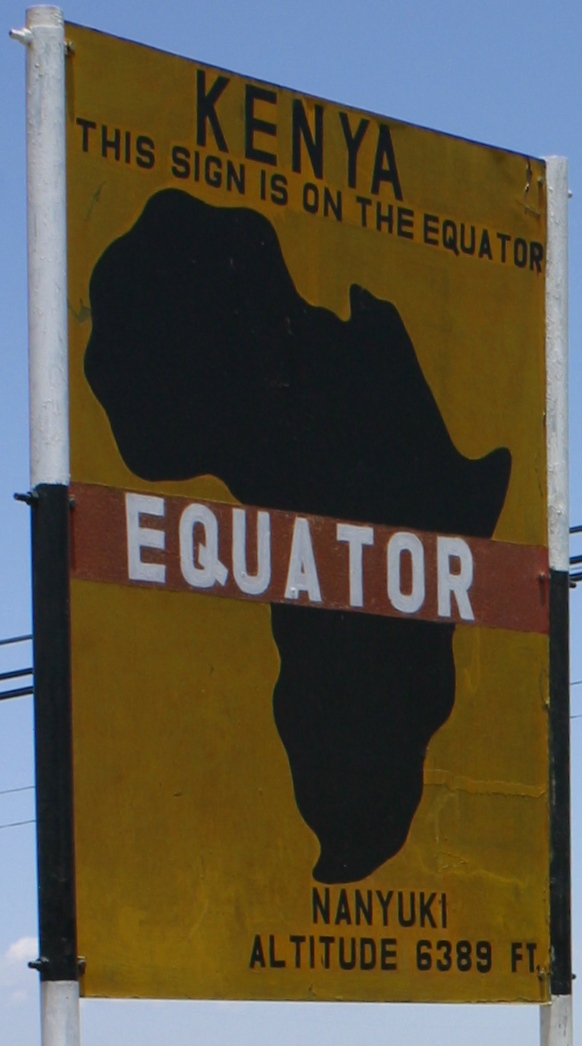
Hinweisschild am Äquator in Kenia

Äquatorialafrika ist eine Sammelbezeichnung für afrikanische Staaten, die um den Äquator und südlich der Sahara bzw. Sahelzone liegen.
Der Begriff wird häufig in Tropenmedizin und in der Klimaforschung verwendet.
Folgende Länder Afrikas werden vom Äquator durchquert:
- São Tomé und Príncipe
- Gabun
- Republik Kongo
- Demokratische Republik Kongo
- Uganda
- Kenia
- Somalia